# بطولة العالم للاسكواش للسيدات 2002
قالب:معلومات بطولة إسكواش
بطولة العالم للاسكواش للسيدات 2002 هي النسخة النسائية من بطولة العالم للاسكواش لعام 2002 والتي تعد بمثابة بطولة العالم الفردية للاعبي الاسكواش. أقيم هذا الحدث في الدوحة في قطر في الفترة من 26 أكتوبر وحتى 2 نوفمبر 2002. فازت سارة فيتزجيرالد ببطولة العالم للاسكواش للمرة الخامسة بعد فوزها على ناتالي بوهرر في المباراة النهائية.

## التصنيف
1. سارة فيتزجيرالد (البطلة)
2. كارول أوينز (النصف النهائي)
3. ناتالي بورير (الوصيفة)
4. ليندا شارمان (النصف النهائي)
5. فانيسا أتكينسون (الربع النهائي)
6. راشيل غرينهام (الربع النهائي)
7. ستيفاني بريند (الدور الثاني)
8. تانيا بيلي (الربع النهائي)
9. فيونا جيفيس (الدور الثاني)
10. ناتالي غرينهام (الدور الثاني)
11. باميلا نيمو (الدور الأول)
12. فيكي بوترايت (الدور الأول)
13. أمنية عبد القوي (الدور الثاني)
14. شيلي كيتشن (الدور الثاني)
15. جيني ترانفيلد (الربع النهائي)
16. إلين بيترسن (الدور الثاني)

## وصلات خارجية
- بطولة العالم للاسكواش للسيدات

| سبقه ملبورن (أستراليا) 2001 | بطولة العالم للاسكواش الدوحة (قطر) 2002 | تبعه هونغ كونغ 2003 |

1. ↑  "Womens Squash World Open 2002". مؤرشف من الأصل في 2015-10-11.